# ريو غراندي
ريو غراندي (بالإسبانية: río Grande) (يُعرف في المكسيك باسم ريو برافو ديل نورت، أو ببساطة ريو برافو) هو نهر يتدفق من جنوب غرب كولورادو في الولايات المتحدة إلى خليج المكسيك. وعلى امتداد مساره، يشكل النهر جزءًا من الحدود بين المكسيك والولايات المتحدة. ووفقًا للجنة الدولية للحدود والمياه، كان إجمالي طول النهر 1,896 ميل (3,051 كم) في أواخر ثمانينيات القرن الماضي، على الرغم من أن تغير المسار يؤدي في بعض الأحيان إلى تغير الطول. واستنادًا إلى كيفية قياسه، يُعتبر نهر ريو غراندي رابع أو خامس أطول نهر في أمريكا الشمالية.
ويعمل النهر كحد طبيعي بين ولاية تكساس الأمريكية والولايات المكسيكية شيواوا وكواهويلا ونويفو ليون وتاماوليباس. ويعمل امتداد قصير للنهر كحد بين الولايتين الأمريكيتين تكساس ونيو مكسيكو. ومنذ منتصف القرن العشرين، لم يترك الاستهلاك الكبير للمياه من قِبل المزارع والمدن على امتداد النهر إلا 20% فقط من تصريفه الطبيعي ليتدفق إلى الخليج. وبالقرب من مصب النهر، يُعتبر وادي ريو غراندي المروي بشكل كبير منطقة زراعية هامة. ونهر ريو غراندي يُعتبر واحدًا من مصادر «المياه العظيمة الـ 19» المعترف بها من قِبل ائتلاف مصادر المياه العظمية في أمريكا.
ويغطي مستجمع المياه الخاص بنهر ريو غراندي 182,200 ميل مربع (472,000كم2). والكثير من المستجمعات المائية بدون تصريف تقع داخل، أو بجوار، حوض نهر ريو غراندي، وفي بعض الأحيان يتم تضمين هذه في المساحة الإجمالية لحوض النهر، لتزيد مساحته إلى حوالي 336,000 ميل مربع (870,000 كم2).

## وصلات خارجية
- Border Stories: the only hand pulled ferry on the Rio Grande (video)
- 1854 map of Rio Grande entrance (hosted by the Portal to Texas History).
- Rio Grande Cam - in Mission Texas. Mexico is on the left and the US is on the right. نسخة محفوظة 23 يناير 2007 على موقع واي باك مشين.